# Содаль Володимир Ілліч
Володимир Ілліч Содаль (13 вересня 1937, Мормаль, Жлобинський район, Гомельська область — 15 квітня 2015, Мінськ) — білоруський літературознавець, журналіст, дослідник, краєзнавець.

## Біографія
Народився 13 вересня 1937 року в селі Мормаль Жлобинського району Гомельської області. Інвалід по зору з дитинства. У 1961 році одружився з Кларою Борисівною Короткевич, мав сина і дочку.
Закінчив Мінський педагогічний інститут (1963). Працював завідувачем Мормальского сільського клубу, електриком Мурманського судноремонтного заводу, закінчив бригадні курси токарів, учителем білоруської мови та історії Острошіцкого дитячого туберкульозного санаторію, заступником головного редактора журналу «Мистецтво Білорусі», редактором науково-популярних і навчальних програм. У 1967—2000 роках працював на Білоруському телебаченні, в тому числі був редактором просвітницьких передач «Рідне слово» (1979—2000), «У кожного була своя війна».
Член Союзу білоруських письменників (1996), Спілки журналістів Білорусі. Друг Республіканської Ради «Товариство білоруської мови імені Франциска Скорини», редколегії газети «Наше слово» і «Суспільство білоруської школи». Учасник Установчого з'їзду БНФ, ТБМ, один з підписантів творчої інтелігенції листи в ЦК КПРС про стан білоруської мови в республіці.
Неодноразово був затриманий або побитий за свої політичні погляди. Виступав проти інтеграції Білорусі з Росією і російської агресії в Україні.
Помер 15 квітня 2015 року в Мінську в Першій клінічній лікарні від інфаркту. Похований на кладовищі в Осторошицькому городку поруч з матір'ю.

## Творчість, дослідницька діяльність
Перші свої твори опублікував в 1955 році в газеті «Піонер Білорусі». Досліджує білоруську літературу і культуру XIX—XX ст., життєвий і творчий шлях В. Дуніна-Марцинкевича, Ф. Богушевича, Я. Купали, М. Богдановича, Ядвігіна Ш, Зоські Верес та ін. Автор книг «Людьми зватися» (1977), «Шляхами сіяча» (1982), «Кушлянська кут», «Стежками Матвія Бурачка» (обидві 1990), «Жупранская сторінка» (1992), «Тут бачу свій край» (1994), «Свіранскія крескі» (1995), «Карпилівка» (2001), «Умій слухати» (2003), «Святий той куточок фільварок Свірани» (2005), «Анекдоцік в ротик» (2008), «Блаженні Кушляни» (2009), «Народні оповідання» (2009). Укладач альбомів «Франтішек Бенедикт Богушевич» (1986), «Вінсент Якуб Дунін-Марцинкевич» (1997). Укладач збірок творів Ф. Богушевича «Моя дудка» (1987), «Кому дудка покірна» (1990). Книга «Богатир з Мігавкі» (2007) присвячена життю i діяльності Олександра Власова.
Автор сценаріїв навчальних діафільмів про Ф. Богушевича, В. Дуніна-Марцинкевича, К. Калиновського та ін.
За літературно-дослідну роботу і боротьбу за рідну мову комітетои вшанування удостоєний орденом «Гордість Вітчизни» та іменним срібним перснем із зображенням герба (27.11.1997) та відповідними дипломами. Занесений в книгу пошани «Трудівники твої, Білорусь».